# 全民打棒球
《全民打棒球》 是由韓國AniPark公司（現為網石遊戲子公司）製作的一款遊戲，原文名（MaguMagu，意為「魔球魔球」，簡稱Ma9，因為韓語9與gu發音相同），遊戲畫面以二等身Q版人物的方式呈現，是一款以棒球運動為主的屬體育遊戲類線上遊戲，主要以玩家操作球團對球團的方式進行比賽。並加入有魔法卡片的特殊方式進行遊戲，可於比賽進行時使用魔法卡片，但僅限於魔法模式及一般模式。球團球員的選擇包含中華職棒（CPBL）1984、1990～2017年的球員，2008年8月21日改版加入授權的美國職棒大聯盟於2017年初因合約問題所以改為WLB（WLB）1982～2017年球員，球員則是以卡片的形式在交易頻道做交換，同一球員又可依素質由低至高區分為普通（藍）、特殊（黃）、稀有（紅）、菁英（紫）、LIVE卡、傳說卡(金)、超級傳說卡（黑)六種卡片。2010年5月13日新增教練團系統，可購買教練或啦啦隊等非球員角色的卡片，擁有可提供球員的素質加成。玩家可以選擇任何一個隊伍的球員購買，組成球團陣容。2012年1月5日新增第六種卡片-傳說（金）色卡片，為目前職棒聯盟中已退役的球員卡片，素質區分約介於紅與紫卡之間。常於年初時推出前一年的WLB或CPBL的球員或教練的卡片，並以球員當年的表現參考做為卡片素質。強度由藍、黃、紅、金、紫、黑

## 歷史
| 2006 | MaguMagu               |
| 2007 | 全民打棒球             |
| 2008 |                        |
| 2009 |                        |
| 2010 | MaguMagu2              |
| 2011 | 全民打棒球2            |
| 2012 | Magu Manager           |
| 2013 | MaguMagu M             |
| 2013 | Magu The Real          |
| 2013 | 全民打棒球 行動版      |
| 2014 | 全民打棒球：成為總教練 |
| 2014 | 全民打棒球 The Real    |
| 2014 |                        |
| 2014 | 教練！我想打棒球       |
| 2015 | MaguMagu2 M            |
| 2016 | 真‧全民打棒球          |
| 2017 | 全民打棒球2 手機版     |
| 2018 |                        |
| 2019 | MaguMagu Remastered    |
| 2020 | 全民打棒球 Remastered  |
| 2020 | MaguMagu 2020          |
| 2020 | 全民打棒球Pro          |

Magu Magu 於2006年3月9日在韓國上市，由台灣紅心辣椒娛樂科技於2006年4月16日取得台灣代理權。2007年4月27日由代理商紅心辣椒正式定名為《全民打棒球》，2007年7月19日於台灣正式上市，台灣以其安裝檔名稱簡稱為「BB Online」、BBO。上市時遊戲內語音仍是韓語發音。於同年8月16日推出中文語音，目前邀請台灣棒壇主播徐展元、陳瑤琦、徐裴翊、楊清瓏等進行遊戲內轉播配音。2008年11月4日於日本上市，由GMO Gamepot代理，名為，但於2010年2月28日終止營運。
2011年3月17日（台版）因全面改版更名為《全民打棒球2 Online》，但繼承原本的《全民打棒球》，並新增傭兵系統及球團細微調整及bug修正。於2012年9月25日改版後，正式與網石棒辣椒娛樂科技（紅心辣椒、網石遊戲共同投資的子公司）共同經營，以雙重營運（紅心辣椒、棒辣椒使用不同帳號）的方式並行營運。2011年獲得台灣遊戲金像獎年度風雲代理線上遊戲金獎。在2014年4月24日推出進化的開端3D化大改版更新。
2012年9月，韓國推出手機遊戲《Magu Manager》，為單純的經營、策略遊戲。2014年2月13日，紅心辣椒獲得授權並命名為《全民打棒球：成為總教練》，同年11月6日更名為《教練！我想打棒球》。2015年韓國廠商因與大聯盟合約談不攏，該遊戲中的大聯盟球隊遭移除。2015年12月31日，台版結束營運；2017年10月13日，韓版結束營運。
2013年韓國推出《MaguMagu M》，為《全民打棒球2》的手機移植版；2013年6月14日，棒辣椒宣布取得授權，並於7月17日上線，名為《全民打棒球 行動版》，簡稱為BBM，但通常以年份稱為《全民打棒球201X》。2014年4月17日，日本CJ Internet Japan公司（網石遊戲母公司CJ集團的日本子公司）取得手機版的授權，因為與之前營運終止的日本電腦版不同公司，因此譯名使用不同的（意為「職業棒球列傳 傳奇九」），但日版不久於2015年初停止營運。2015年4月27日，韓版大更新，並更名為《MaguMagu 2 M》；棒辣椒於2016年4月跟進，並推出新的手機遊戲《真‧全民打棒球》，簡稱BBM2，並關閉《全民打棒球 行動版》，僅繼承部分內容。2018年9月4日，《真‧全民打棒球》終止營運。
2013年3月28日，韓國推出新電腦線上遊戲（Magu The Real），為與《MaguMagu》類似系統，但使用擬真而不是Q版人物的3D建模。2014年2月27日，紅心辣椒宣布獲得授權，並命名為《全民打棒球 The Real Online》，2015年6月30日結束營運。
2017年1月19日，紅心辣椒推出《全民打棒球2 手機版》，僅於Android平台釋出，為與《全民打棒球2》連動，可在手機上查看、交易自己隊伍、球員的APP，但無法進行比賽，僅能進行全壘打大賽。
2019年9月27日，韓電腦版大規模更新，並將遊戲改名為《MaguMagu Remastered》，並繼承《MaguMagu 2》的內容。2020年2月19日，紅心辣椒宣布3月將推出新遊戲《全民打棒球 Remastered》，視為跟《全民打棒球2》不同的遊戲，並因與韓RE版有部分不同，所以僅部分《全民打棒球2》的內容可以繼承到台RE版，且棒辣椒玩家不能繼承，而《全民打棒球2》伺服器將不關閉但不再更新。此公告一出，造成大量玩家不滿。
2020年5月，網石宣布預計於2020年推出最新手機版，命名為《MaguMagu 2020》；9月，棒辣椒宣布獲得該遊戲代理權，並預計於今年11月18日推出，將其命名為《全民打棒球 Pro》。2023年年初，因應《全民打棒球 2》與《全民打棒球 REMASTERED》，確定於 2023 年 1 月 31 日關閉伺服器，官方推出《全民打棒球 Pro》電腦版，可與手機版連機遊玩，目前僅開放使用email註冊，未來將添加更多註冊管道。
2022年12月2日紅心辣椒宣布《全民打棒球 2》與《全民打棒球 REMASTERED》，確定於 2023 年 1 月 31 日關閉伺服器。也因此在 2023 年 1 月 31 日後，在台灣僅剩網石棒辣椒（Netmarble JoyBomb）所營運的手機遊戲《全民打棒球 Pro》。

## 比賽方式
其中遊戲對戰模式包含單人模式（練習模式）、一般模式、魔法模式、非魔法模式、正面對決模式、滿球數模式、全壘打大賽模式等7種。在2014年4月24日3D化大改版後取消非魔法模式,魔法模式,正面對決模式,滿球數模式,全壘打大賽模式)。
可以創立或加入3局、6局、9局的比賽（後來改版取消，只剩9局）。玩家可隨著對戰獲得的經驗值升級，玩家等級依序分別為街頭→業餘→職業2軍→職業→明星等級。每一等級又細分由C→B→A階段（例：街頭A後升級即為業餘C等級）。而非多人模式中又可分為一對一的對戰，或是二對二、三對三的比賽，由玩家控制自己球團中的先發球員，以棒次輪序方式進行比賽。

## 特殊系統
自由球員系統
於2013年7月11日所新增的系統，可讓同一聯盟的球員加入自己的球隊。
傭兵系統
於遊戲中可以由玩家選擇非同聯盟的球員，雇用（強化）為球團的傭兵。（例：WLB聯盟球團雇用CPBL球員做為傭兵）。
雙守備系統
於WLB、CPBL中活躍的雙重守備位置球員，通常球員卡片是以最常守備的位置為主。而遊戲內可藉由（訓練）的方式啟用雙守備位置能力，並可於比賽前選擇（更換）守備位置。
抽卡系統
遊戲中可以花遊戲幣(WA)抽卡，3人抽15000WA，10人抽45000WA，30人抽100000WA，有機會抽到任何卡色的卡片。
拉霸系統
黃藍卡合成，則直接出現卡片。但是有機率會出現拉霸，拉霸裡的卡片為紅卡等級以上的卡片（紅卡、金卡、紫卡、黑卡），但普通一紅加兩張其他卡片出現的拉霸為藍黃紅金紫黑六種等級卡片。

## 比賽頻道
入門頻道、街頭頻道、業餘頻道、職業2軍頻道、職業頻道、明星賽頻道、自由頻道、俱樂部頻道、大會頻道等9種頻道。
(在2014年4月24日3D化大改版後取消大會頻道)

(在2020年3月30日新版全民打棒球只剩自由頻道、積分賽、俱樂部戰)

### 魔法頻道的比賽
全民打棒球這款遊戲較特殊的比賽方式。玩家可以在比賽進行中使用魔法卡片，藉由魔法的力量，改變現實中比賽的各種規範。在魔法模式中的比賽，每局中會隨機出現4張魔法卡片讓玩家使用。提供不同的魔法卡片效果（例：蛇球卡、強力打擊卡等）。
(在2014年4月24日3D化大改版後取消魔法頻道及魔法卡片)

### 俱樂部頻道比賽
由玩家建立的俱樂部，在這個頻道中可使不同的俱樂部成員互相對戰比賽，取得勝負後計算俱樂部成績，洗積分並計算俱樂部排名。

### 大會頻道比賽
由玩家建立一系列的大會型比賽，設立總冠軍獎金，並由各報名參加的玩家依序比賽進級，由最後獲勝的前3名玩家分得獎金，獎金分別是第一名50%、第二名25%、第三名15%，剩餘10%系統收回。
(在2014年4月24日3D化大改版後取消大會頻道)

### 特殊規則
如果比賽時下半局結束(不管是哪一局)兩隊分數相差10分或以上的話,則會提前結束比賽。

## 全民打棒球Pro
2020年11月18日推出
合成系統
OVR81以上的球員無法合成
OVR81以下的球員可以合成
OVR81到85機率最高0.5%最低0.1%
OVR80到76機率最高75%最低5%
OVR75到71機率最高100%最低30%
強化系統

## 外部連結
- 台灣官方網站（页面存档备份，存于）
- 韓國官方網站（页面存档备份，存于）
- 日本官方網站
- 紅心辣椒娛樂科技
- 網石棒辣椒 （页面存档备份，存于）

1. ↑  .   [2020-02-19]. （原始内容存档于2022-03-24）.
2. ↑  Sheep. . 上報UP Media. 2022-12-02  [2023-03-09]. （原始内容存档于2023-03-09）.
3. ↑  MikaBrea. . T客邦. 2022-12-02  [2023-03-09]. （原始内容存档于2023-03-09） （中文（臺灣））.